# Lough Leane
Il Lough Leane (dall'irlandese: Loch Léin "lago dell'apprendimento'") è il più grande dei tre laghi di Killarney. Il fiume Laune scorre dal lago nella baia di Dingle a nord-ovest.

## Etimologia e storia
Il nome del lago significa "lago dell'apprendimento" probabilmente in riferimento al monastero di Innisfallen, un tempo presente su un'isola del lago. Innisfallen era un centro di studi nell'Alto Medioevo e produsse gli Annali di Innisfallen e, secondo la leggenda, qui studiò il re Brian Boru.
Un altro sito storico, la casa torre Ross Castle si trova sull'isola di Ross nel lago. L'isola di Ross è ricca di rame. Le prove archeologiche suggeriscono che sull'isola sia stato estratto il minerale sin dai tempi della cultura del vaso campaniforme dell'età del bronzo.

## Geografia

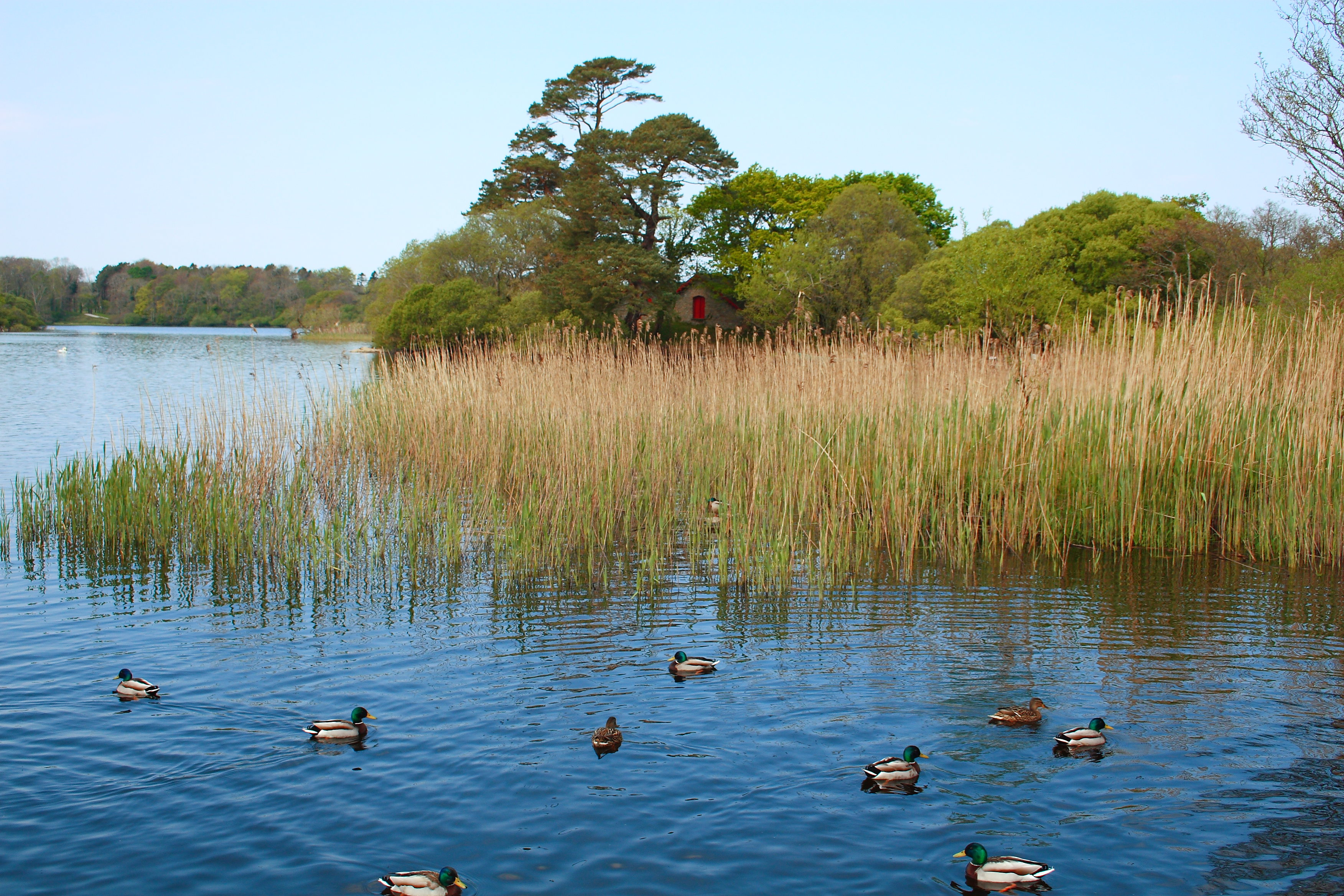
Anatre sul Lough Leane

Il Lough Leane ha una superficie di circa 19 km2. È anche il più grande specchio d'acqua dolce della regione. È diventato eutrofico a causa dei fosfati provenienti dall'inquinamento agricolo e domestico che entra nel Lough Leane Reedbed, un importante habitat ai margini del Lough Leane. Questo arricchimento di nutrienti ha causato diverse fioriture algali negli ultimi anni, anche se non ha ancora avuto un effetto grave sull'ecosistema del lago. Per evitare che un ulteriore inquinamento causi un cambiamento permanente nell'ecosistema del lago, è in corso una revisione dell'uso del suolo nel bacino idrografico. La qualità dell'acqua nel lago sembra essere migliorata da quando i fosfati sono stati rimossi dalle acque reflue nel 1985.
A partire dall'agosto 2007, diversi grandi alberghi e aziende hanno dichiarato la loro intenzione di smettere di usare detergenti fosfatici, nel tentativo di preservare la qualità dell'acqua. Le crociere sul lago per i turisti partono dal Castello di Ross e possono essere noleggiate delle barche per recarsi all'isola di Innisfallen.

## Fauna selvatica
Il Lough Leane è un habitat per il salmerino irlandese dal muso smussato (Salvelinus obtusus) e il Killarney shad (Alosa killarnensis) in pericolo di estinzione.